# 모칸
모칸(2013년~)은 대한민국의 영화, 드라마 작가법인이다.
창립멤버는 윤승민 작가, 유강서애 작가이다. 2014년 모호필름(박찬욱 감독)과 첫 영화 작업을 시작하였다.
영화 승리호(2020), TV드라마 프로메테우스(2018), 아빠니까 괜찮아(2017) 등을 작업하였다. 